# Чжуан-гун
Чжэн Чжуан-гун (кит. упр. 郑庄公, пиньинь Zhèng zhūang gōng; 757—701 гг до н. э., наследственное родовое имя: Цзи (姬), собственное имя: У-шэн (寤生, Wù shēng)) — правитель царства Чжэн (郑) периода Весен и Осеней.
Чжэн Чжуан-гун унаследовал высокий государственный пост отца, Чжэн У-гуна, при дворе Чжоу. С тех пор как Чжоу Пин-Ван решил отдать его пост правителю царства Гуо, отношения Чжэн Чжан-гуна с династией Чжоу начали ухудшаться. Во время правления Чжэн Чжуан-гуна, военная мощь царства Чжэн была очень велика. Чжэн Чжуан-гун участвовал во многих военных конфликтах, в частности, он подавил восстание собственного младшего брата Гун Шу-дуаня, а также разбил объединённую армию царств Чэнь, Цай и Гуо под предводительством Чжоу Хуань-вана в битве при Сюйгэ. Особенно последнее событие укрепило авторитет правителя Чжэн и ослабило власть династии Чжоу.
Из-за того, что Чжэн Чжуан-гун не выделил кого-либо из своих наследников, а также из-за вмешательства царств Сун и Ци, после смерти Чжэн Чжуан-гуна в царстве Чжэн наступило время внутренних беспорядков, которое длилось двадцать лет. Четверо сыновей Чжэн Чжуан-гуна по очереди становились правителями Чжэн: старший наследник Ху (Чжэн Чжао-гун), наследник Ту (Чжэн Ли-гун), наследники Мэнь и Ин (последний под титулом Цзы-и). Когда Цзы-и был убит, на трон вернулся Чжэн Ли-гун, после него правителем Чжэн стал его наследник.

## Ранние годы правления
У-шэн — сын князя Чжэн У-гуна и его жены У-цзян, старший брат Шу-дуаня. Поскольку при рождении У-шэн появился ногами вперёд, его матери было очень тяжело его рожать. По этой причине он получил своё имя (У-шэн — «тяжело рожденный»), по этой же причине мать недолюбливала старшего сына. Она попросила Чжэн У-гуна сделать наследником младшего сына Шу-дуаня, однако ей не удалось убедить супруга.
Чжэн У-гун умер в 744 г. до н. э., после него, под титулом Чжэн Чжуан-гуна, правителем стал У-шен.

### Бунт Гун Шу-дуаня
Взойдя на трон, Чжэн Чжуан-гун сделал земли Цзин (сегодняшний город Синъян провинции Хэнань) феодальным владением Шу-дуаня. Это наделило Шу-дуаня большой военной мощью и поставило царство Чжэн в критическое положение. Согласно «Речи царств», город Цзин отныне был большой проблемой для Чжуан-гуна, ведь царство Чжэн больше не было единым государством.
Придворный чиновник Цзи Цзу пытался уговорить Чжуан-гуна вернуть земли Цзин обратно, однако Чжуан-гун не послушал его. Наследник Люй также пытался отговорить Чжуан-гуна. Чжуан-гун объяснил им, что, несмотря на то, что Шу-дуань обладает достаточной мощью для неповиновения Чжуан-гуну, однако он сам навлечёт на себя гибель восстанием против брата.
На самом деле, Чжуан-гун уже придумал способ, как справиться с Шу-дуанем.
В 722 г. до н. э. Шу-дуань и У-цзян подняли восстание, Чжуан-гун тотчас же отправил армию на штурм города Цзин, резиденции Шу-дуаня. Восстание Шу-дуаня было подавлено, сам он бежал в царство Гун.
Чжуан-гун отправил мать в изгнание на реку Ин, поклявшись, что теперь они «встретятся только под землей (в царстве мертвых)». Через год он стал сожалеть о сказанном. Ин Као-шу, чиновник земель Ин, указал ему, что «под землей» можно понимать буквально. Чжуан-гун приказал вырыть подземный туннель и таким образом вновь увиделся с матерью.
Чжэн Чжуан-гун также сожалел о войне с братом. Много лет спустя он продолжал говорить, что у него есть младший брат Шу-дуань, с которым он не ладил и которого отправил в изгнание нищенствовать. Десять лет после смерти Чжан-гуна, когда Чжэн Ли-гун вернулся на трон и расправился с политическими противниками, потомок Шу-дуаня Фу Дин-шу бежал в царство Вэй. Чжэн Ли-гун сказал: «Нехорошо, если в царстве Чжэн не будет потомков Шу-дуаня» и пригласил Фу Дин-шу вернуться в царство Чжэн.

## Внешняя политика

### Отношения с восточной Чжоу
Дед Чжэн Чжуан-гуна, Чжэн Хуань-гун, служил при дворе правителей Чжоу, отец Чжэн Чжуан-гуна, Чжэн У-гун, занимал высокий государственный пост у Чжоу Пин-вана. Унаследовав трон отца, Чжэн Чжуан-гун также получил его пост при дворе Чжоу. Когда Чжоу Пин-ван захотел наградить правителя земель Гуо за заслуги, он решил отдать ему придворный пост Чжэн Чжуан-гуна, чем сильно разгневал последнего.
Чтобы загладить вину, Чжоу Пин-ван отправил своего наследника в царство Чжэн в качестве заложника. Чжэн Чжуан-гун, в свою очередь, отправил своего сына заложником ко двору Чжоу.
В 702 г. до н. э. Чжоу Пин-ван умер. Правительство Чжоу приняло решение заместить Чжэн Чжуан-гуна Жень Гуо-гуном. В ответ, начиная с этого года, Чжэн Чжуан-гун стал собирать урожай пшеницы с некоторых земель Чжоу.
С этих пор отношения Чжоу и Чжэн начали ухудшаться. Поскольку Чжэн Чжуан-гун самовольно собирал урожай пшеницы на не принадлежащих ему землях, в 717 г. до н. э. Чжоу Хуань-ван отказал ему в приёме при дворе. Недовольный отношением Чжоу Хуань-вана, два года спустя (в 716 г. до н. э.) Чжэн Чжуан-гун не сообщил правителю Чжоу о предстоящем обмене землями с царством Лю (запланированном на 711 г. до н. э.), однако в том же году предстал при дворе Чжоу вместе с правителем Ци.
В 706 г. до н. э. Чжоу Хуань-ван вернул Чжэн Чжуан-гуну его власть при дворе. Однако, когда Чжоу Чжуан-гун не прибыл на приём к правителю Чжоу, Чжоу Хуань-ван с объединённой армией напал на царство Чжэн. Войска Чжоу потерпели поражение в сражении с Чжэн. Это событие вошло в историю как битва при Сюйгэ. С тех пор царства Чжоу и Чжэн не поддерживали дружественных отношений.

### Отношения с соседними царствами
Во время правления Чжэн Чжуан-гуна царство Чжэн было одним из самых сильных и независимых в Поднебесной, поэтому он часто воевал с соседними царствами. Однако с царством Ци его отношения всегда были дружескими.
В 721 г. до н. э., когда сын Гун Шу-дуаня, Гун Сунь-хуа, бежал в царство Вэй, царства Вэй и Чжэн вступили в военный конфликт. Вэй Чжоу-сюй убил Вей Хуань-гуна и занял его трон, войска Вэй,
объединившись с войсками Сун, Чунь и Цай, вторглись на территорию Чжэн и одержали победу. В 718 г. до н. э. Чжуан-гун совместно с войсками Син атаковал царство И. В этом же году он напал на Вэй и
одержал победу над армией Янь. Когда войска Сун вновь напали на Чжэн, Чжэн Чжан-гуну удалось сдержать удар, однако армия Сун смогла окружить город Чангэ царства Чжэн.
На следующий год Чжуан-гун совершил успешное вторжение на территорию Чунь, однако царство Чунь не было согласно на перемирие. Город Чангэ пал. В 715 г. до н. э. царства Сун, Чунь и Чжэн прекратили войну, семейства Чжэн и Чунь скрепили перемирие узами межродовых браков.
В 712 г. до н. э. под предлогом того, что правитель Сун не оказал должного почтения Сыну Неба, царство Чжэн вторглось на территорию Сун. В следующем году к военным действиям присоединились союзники Чжэн, царства Лю и Ци. С другой стороны, в военный конфликт вступили Вэй, Сун и Цай, объявив войну царствам Чжэн и Дай. Когда Чжэн Чжуан-гун разбил армию Цай, царство Цай прекратило военные действия.
В то же время царства Ци и Чжэн напали на царство Чэн, также нарушившее волю небес.

## Смерть и последующие правители
Чжэн Чжуан-гун умер в 701 г. до н. э., после него, под титулом Чжэн Чжао-гуна правителем стал наследник Ху. В том же году Сун Чжан-гун потребовал у министра Ци Цзу сделать правителем Чжэн наследника Ту. Как следствие, Чжэн Чжао-гун бежал, и на трон царства Чжэн, под титулом Чжэн Ли-гуна, взошёл Ту. В 697 г. до н. э. Ци Цзу удалось изгнать Чжэн Ли-гуна, и в страну вернулся Чжэн Чжао-гун. После двух лет правления Чжэн Чжао-гун был убит. На трон взошёл его брат Мэнь, однако через год был захвачен и убит Ци Сян-гуном. При помощи Ци Цзу правителем стал сын Чжэн Чжуан-гуна И, он правил 14 лет. Через два года после смерти Ци Цзу на трон вернулся Чжэн Ли-гун, а наследник И был убит своим слугой. После смерти Чжэн Ли-гуна, трон Чжэн унаследовал его сын под титулом Чжэн Вэнь-гуна.